# Hiji, Ōita
Hiji (japanska: 日出町?, Hiji-machi) är en landskommun i Ōita prefektur i södra Japan. I kommunen finns Harmonyland, en temapark som tillhör Sanrio, företaget bakom Hello Kitty.